# Radioterapia
Radioterapia, ou radioncologia, é uma especialidade médica focada no tratamento oncológico utilizando radiação ionizante.

## Técnica
A radioterapia utiliza a radiação ionizante no tratamento de tumores, principalmente os malignos e baseia-se na destruição do tumor pela absorção de energia da radiação. O princípio básico utilizado, maximiza o dano no tumor e minimiza o dano em tecidos vizinhos normais, o que se consegue irradiando o tumor de várias direções.

### Dose
Os efeitos da radiação são quantificados de acordo com a dose, que é definida como a energia depositada por unidade de massa e sua unidade é o gray (1Gy = 1J/kg).
Normalmente, as células tumorais são mais sensíveis à radiação do que as células sadias, porque se dividem com muita frequência. Porém, como as doses necessárias para erradicar o tumor são muito elevadas (da ordem de 50 a 100 Gy), nem sempre é possível poupar adequadamente os tecidos vizinhos.

### Fracionamento em radioterapia de fótons
A dose total é fracionada (distribuída ao longo do tempo) por vários motivos. O principal motivo da prática do fracionamento é  possibilitar que as células normais se recuperem, enquanto as células tumorais são, geralmente, menos eficientes no reparo entre frações. O fracionamento viabiliza que células tumorais que estavam em uma fase relativamente radiorresistente do ciclo celular durante um tratamento, passem para uma fase sensível do ciclo antes que a próxima fração seja administrada. Da mesma forma, células tumorais com hipóxia (e, portanto, mais radiorresistentes) podem se reoxigenar entre as frações, aumentando a morte das células tumorais.
Os regimes de fracionamento são especificados de forma diferentes em centros de radioterapia ao redor do mundo e podem variar até mesmo entre médicos. Na América do Norte, Austrália e Europa, o esquema típico de fracionamento para adultos é de 1,8 a 2 Gy por dia, cinco dias por semana. Em alguns tipos de câncer, o prolongamento do esquema de fração por muito tempo pode permitir que o tumor comece a se repovoar e, para esses tipos de tumor, como o câncer de células de cabeça e pescoço e o carcinoma de células escamosas, o tratamento com radiação é preferencialmente concluído dentro de uma certa quantidade de tempo. Para crianças, uma dose típica no fracionamento pode ser de 1,5 a 1,8 Gy por dia, pois doses menores estão associados à incidência e gravidade reduzidas de efeitos colaterais tardios em tecidos normais. 
Em alguns casos, duas frações por dia são usadas perto do final de um tratamento. Esse esquema, conhecido como regime de reforço concomitante ou hiperfracionamento, é usado em tumores que se regeneram mais rapidamente quando são menores. Em particular, os tumores de cabeça e pescoço demonstram esse comportamento.

### Esquemas de fracionamento
Um esquema de fracionamento que vem sendo cada vez mais utilizado e continua sendo estudado é o hipofracionamento. Este é um tratamento de radiação em que a dose total de radiação é dividida em grandes doses. As doses típicas variam significativamente de acordo com o tipo de câncer, de 2,2 Gy/fração a 20 Gy/fração, sendo este último típico de tratamentos estereotáxicos (radioterapia corporal ablativa estereotáxica, ou SABR – também conhecido como SBRT, ou radioterapia estereotáxica corporal) para lesões subcranianas, ou SRS (radiocirurgia estereotáxica) para lesões intracranianas. A justificativa do hipofracionamento é reduzir a probabilidade de recorrência local impossibilitando a reprodução das células clonogênicas e também explorar a radiossensibilidade de alguns tumores. Em particular, os tratamentos estereotáxicos destinam-se a destruir células clonogênicas por um processo de ablação – ou seja, a administração de uma dose destinada a destruir células clonogênicas diretamente, em vez de interromper o processo de divisão celular clonogênica repetidamente (apoptose), como na radioterapia de rotina. 

### Estimativa de dose com base na sensibilidade do alvo
Diferentes tipos de câncer têm sensibilidade diferente à radiação. Embora a previsão da sensibilidade com base em análises genômicas ou proteômicas de amostras de biópsia tenha se mostrado desafiadora, as previsões do efeito da radiação em pacientes individuais a partir de assinaturas genômicas de radiossensibilidade celular intrínseca demonstraram estar associadas ao resultado clínico.

Uma abordagem alternativa para genômica e proteômica foi oferecida pela descoberta de que a proteção contra radiação em micróbios é oferecida por complexos não enzimáticos de manganês e pequenos metabólitos orgânicos. Descobriu-se que o conteúdo e a variação de manganês (mensurável por ressonância paramagnética eletrônica) são bons preditores de radiossensibilidade, e esse achado se estende também às células humanas. Foi confirmada uma associação entre os teores celulares totais de manganês e sua variação, e a radiorresponsividade clinicamente inferida em diferentes células tumorais, um achado que pode ser útil para radiodosagens mais precisas e tratamento aprimorado de pacientes com câncer.

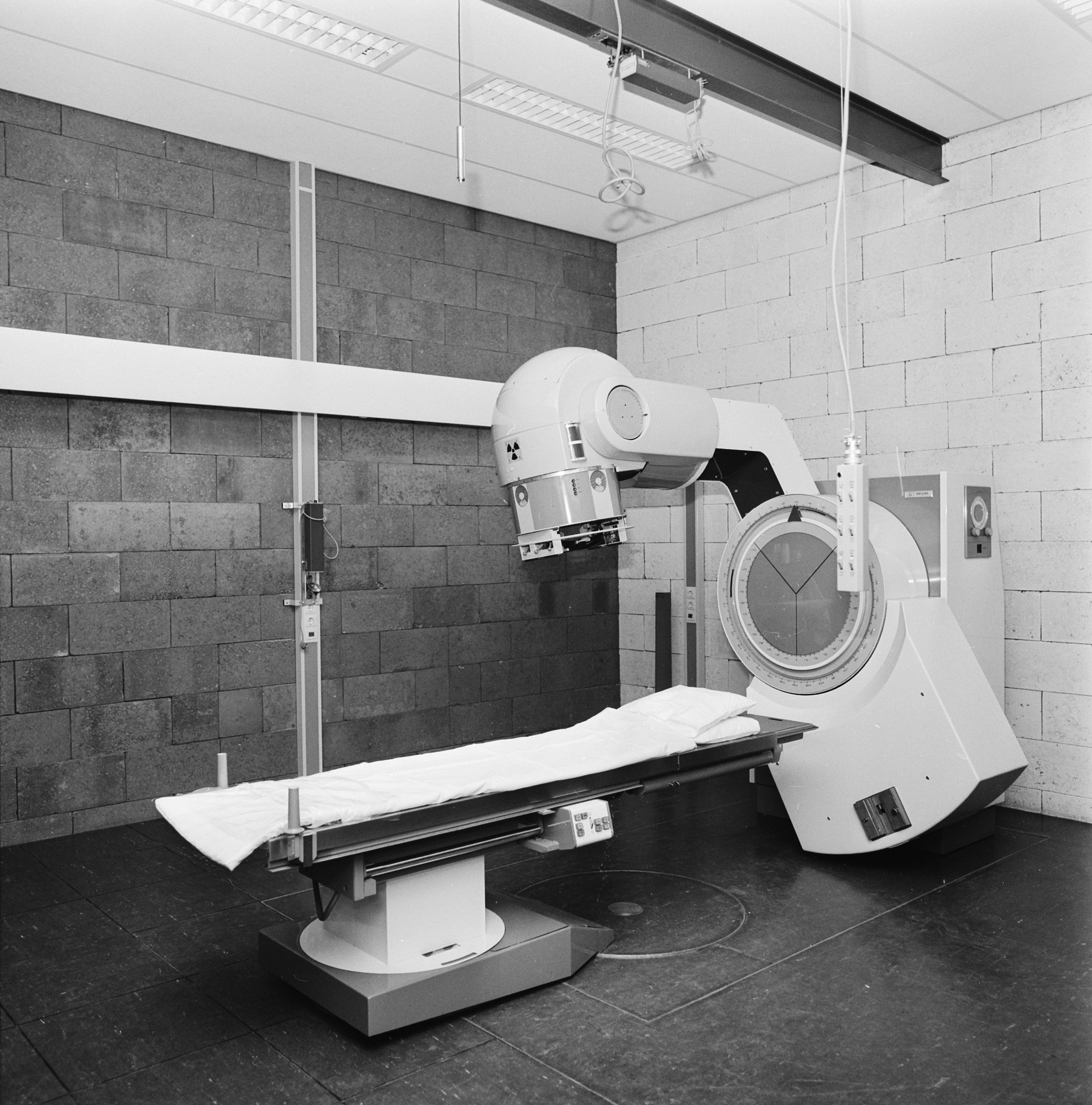
Figura 1: Equipamento de teleterapia com cobalto-60

## Tipos de radioterapia
Há duas maneiras de utilizar radiação contra o câncer: 
- Braquiterapia: é o tratamento por meio de materiais radioativos inseridos no interior do paciente, no local acometido, de forma temporária ou permanente.
- Radioterapia externa: utiliza uma fonte de radiação externa que é emitida de um aparelho em direção ao corpo do paciente.

### Braquiterapia
A braquiterapia (o prefixo brachi deriva do grego e significa próximo) é uma forma de radioterapia na qual uma fonte de radiação selada é colocada no interior ou próxima ao corpo do paciente. 

Figura 2: Esquema de funcionamento da "cabeça" de um equipamento de teleterapia com radioisótopos.

As fontes de braquiterapia podem ter a forma de sementes ou cápsulas lineares. Essas fontes geralmente contém uma pequena quantidade de material radioativo dentro da cápsula metálica, que possui uma parede de 0,1 a 1 mm de espessura. A cápsula impede que o material radioativo entre em contato com os tecidos ou fluidos do paciente. Ela também impede a contaminação do ambiente durante a manipulação e armazenamento.
Um dos radioisótopos mais empregados na braquiterapia é o Irídio-192, na forma de fios finos feitos com uma liga de irídio e platina. O fio é revestido com uma capa de platina ou aço inox, que blinda a radiação beta proveniente do decaimento, e apenas a radiação gama é aproveitada no tratamento.
O fio é inserido dentro do tumor e a radiação gama destrói as células tumorais, as células sadias, mais distantes, são preservadas.

### Radioterapia externa
A radioterapia externa ou teleterapia (o prefixo tele, deriva do grego e significa distante), é um tratamento no qual o paciente recebe a radiação de uma fonte externa situada a uma distância entre 30 a 150 cm. 
Há duas grandes categorias de máquinas usadas para a aplicação dessa radiação: aquelas que usam fontes de radioisótopos e os aceleradores de partículas (os aparelhos que geram raios X são aceleradores de baixa energia).

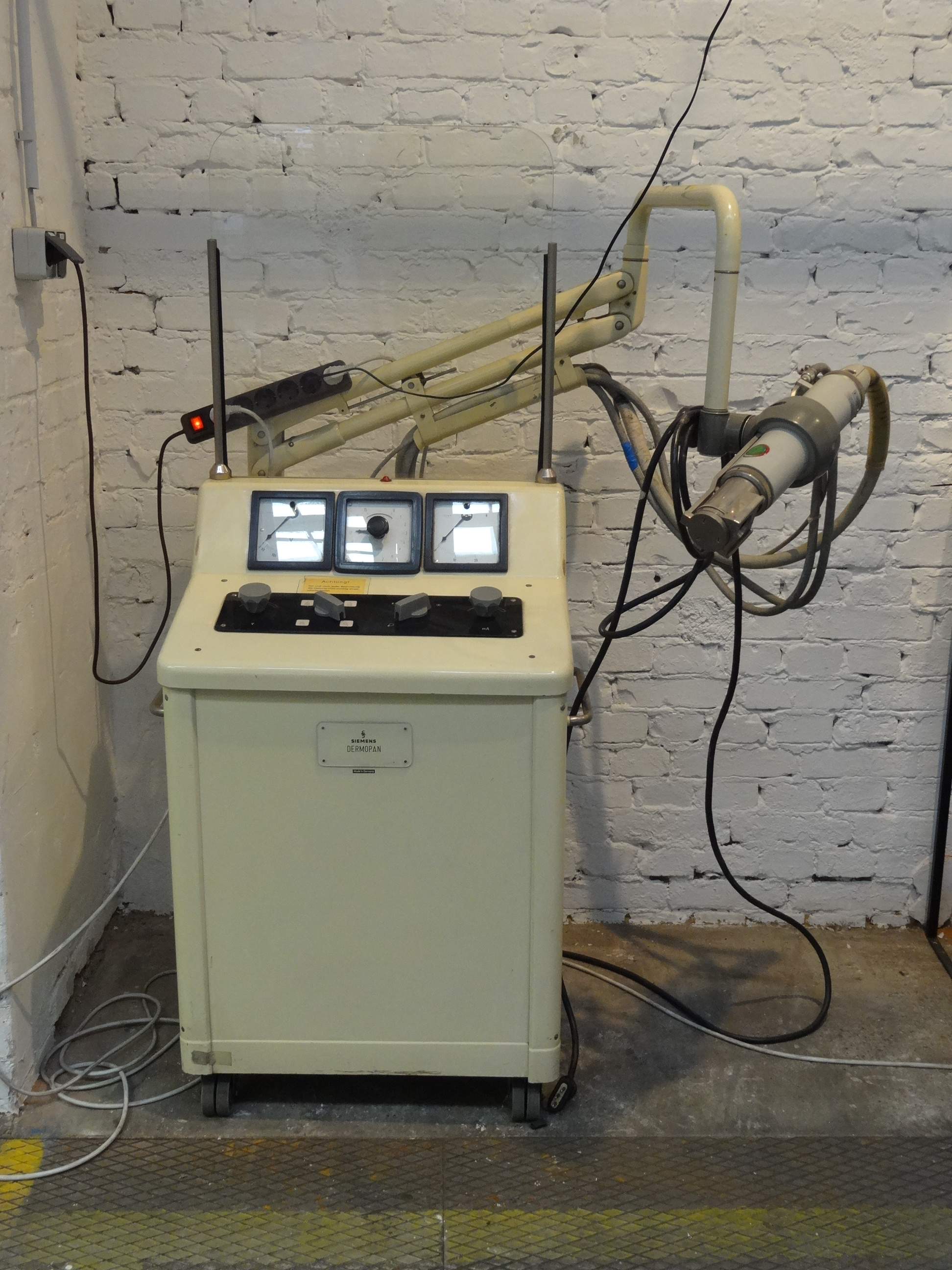
Figura 3: Equipamento de quilovoltagem Siemens Dermopan com tensão de 50 kV
.

#### Equipamentos com radioisótopos
Radioisótopos como o rádio-226, césio-137 e o cobalto-60 tem sido usados como fontes de raios gama para teleterapia.
De todos os radioisótopos, o cobalto-60 provou-se o mais adequado, em função da sua maior atividade específica (curies por grama), e da maior energia média dos fótons.
Uma fonte típica de cobalto-60 para radioterapia é um cilindro com diâmetro variando de 1 a 2 cm que fica armazenado na “cabeça” da máquina. Esta consiste de uma carapaça de aço preenchida com chumbo para blindagem da radiação. Um dispositivo mecânico expõe a fonte na frente de uma abertura existente na “cabeça” por onde a radiação emerge, vide figuras 1 e 2.

#### Equipamentos de quilovoltagem
São tubos convencionais de raios X que operam na região de 50 a 150 kV e por essa razão, esses equipamentos são usados principalmente no tratamento de tumores superficiais (lesões malignas da pele), devido à maior parte da energia do feixe ser depositada a apenas alguns milímetros de profundidade, vide figura 3.
Os tratamentos superficiais são geralmente aplicados com a ajuda de cones de vidro ou aço inox que ficam em contato com a superfície e são usados para colimar o feixe. A distância típica da fonte à superfície é de 15 a 20 cm.
As taxas de dose administradas neste tipo de técnica podem chegar até várias centenas de cGy por minuto.

#### Equipamentos de megavoltagem
São aqueles que produzem raios X com energia acima de 1 MeV.

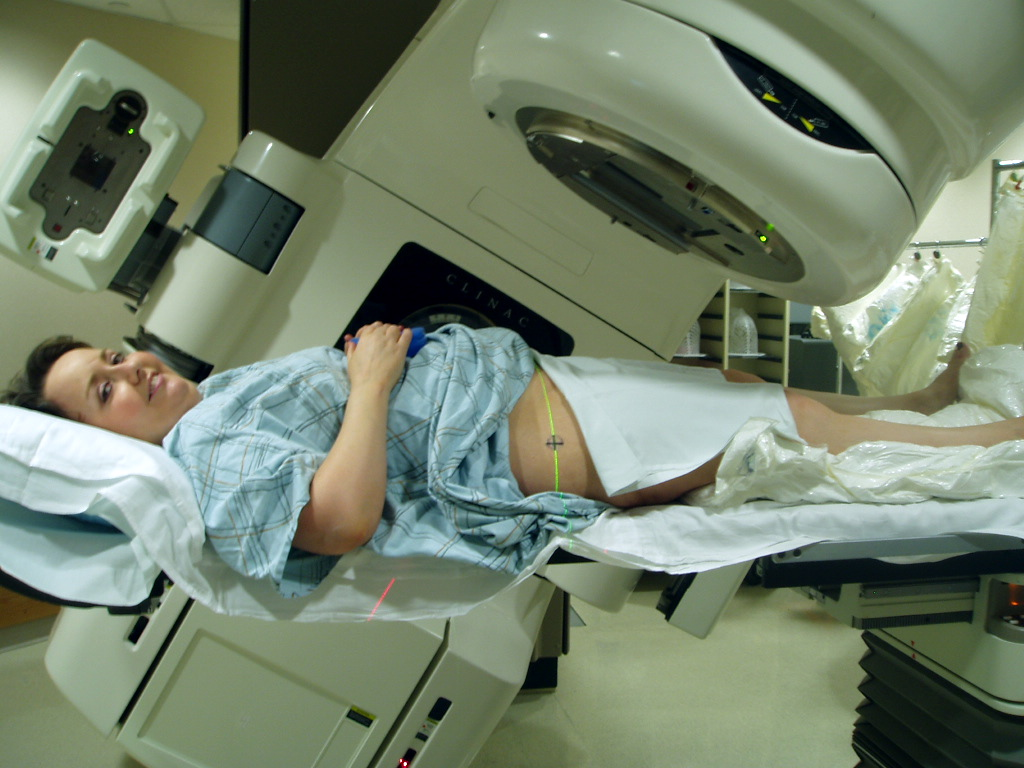
Figura 4: Acelerador linear para radioterapia.

Nessa classe situam-se os aceleradores de partículas como aceleradores lineares, bétatrons, mícrotrons e cíclotrons. Atualmente, apenas os aceleradores lineares são usados em larga escala.
Aceleradores lineares de elétrons com energia entre 5 e 30 MeV (operando na faixa de RF de 2 a 4 GHz) são as principais máquinas para radioterapia nos dias atuais (em 2008 existiam aproximadamente 5 mil destes no mundo). Nessas máquinas, os raios X são produzidos quando os elétrons acelerados atingem um alvo de metal pesado, vide figura 4.
A relação entre a dose depositada e a profundidade no corpo é exponencial, assim tratar um tumor localizado a 25 cm dentro de um paciente envolve doses elevadas depositadas antes do local do tratamento. Essas doses podem ser reduzidas com o feixe de radiação incidindo de vários ângulos mas sobrepondo-se no local do tumor.
Também é possível restringir a seção transversal do feixe para os diferentes ângulos usando-se colimadores sofisticados.

### Radioterapia de intensidade modulada
Radioterapia de intensidade modulada, também conhecida como IMRT (Intensity Modulated Radiation Therapy), é uma técnica de radioterapia conformal que tem por objectivo máximo preservar os órgãos de risco (tecidos adjacentes saudáveis), utilizando como táctica a modulação da intensidade da radiação que chega ao paciente, através da segmentação do feixe incidente em segmentos com diferentes intensidades. Consegue-se então uma maior conformidade ao volume tumoral, para mantendo os tecidos adjacentes com baixos níveis de irradiação.c.om efeitos colaterais mínimos.

## História
A medicina tem usado a radiação como terapia como um tratamento para o câncer por mais de 100 anos, com a primeira descoberta dos raios X em 1895 por Wilhelm Röntgen. Em paralelo a isso, Emil Grubbe de Chicago, foi possivelmente o primeiro físico americano a usar raios X para o tratamento contra o câncer, começando em 1896.
O campo da radioterapia começou a crescer no início dos anos 1900, em grande parte devido ao trabalho pioneiro da cientista vencedora do Prêmio Nobel Marie Curie (1867-1934), que descobriu os elementos radioativos do polônio e do rádio em 1898. Isso começou uma nova era no tratamento médico e na pesquisa. Nas décadas de 1920 os perigos da exposição a radiação não eram conhecidos, e pouca proteção era usada. Acreditava-se que o rádio tinha amplos poderes curativos e por isso a radioterapia foi aplicada no tratamento de várias doenças.
Os aceleradores de partículas lineares para uso médico, desenvolvidos desde os anos de 1940, começaram a substituir os aparelhos de raio X e as unidades de cobalto nos anos 1980 e essas terapias antigas estão, agora, caindo em desuso. O primeiro acelerador médico de partículas foi usado no hospital Hammersmith em Londres no ano de 1953. Os aceleradores lineares podem produzir energias mais altas, possuem feixes mais colimados e não produzem resíduos radioativos com seus problemas de eliminação como as terapias de radioisótopos.
Com o decorrer dos anos e a chegada de novas tecnologias de imagem, como a ressonância magnética, na década de 1970 e a tomografia por emissão de positróns, na década de 1980, foi possível passar da radioterapia conformal 3D para radioterapia modulada por intensidade e radioterapia guiada por imagem, que controla a posição exata da área a ser tratada de uma sessão para a próxima. Esses avanços na ciência e na tecnologia permitiram que os oncologistas visualizassem e tratassem tumores de forma mais eficiente, resultando em melhor prognóstico para os pacientes, melhor preservação de órgãos saudáveis e menos efeitos colaterais. Contudo, embora o acesso a radioterapia esteja melhorando globalmente, mais da metade de pacientes de países com baixa e média renda ainda não tem acesso a esse tipo de tratamento no ano de 2017.